# Калибровочная теория гравитации
Калибровочная теория гравитации — это подход к объединению гравитации с другими фундаментальными взаимодействиями, успешно описываемыми в рамках калибровочной теории.

## История
Первая калибровочная модель гравитации была предложена Р. Утиямой в 1956 г., два года спустя после рождения самой калибровочной теории. Однако первоначальные попытки построить калибровочную теорию гравитации по аналогии с калибровочной теорией Янга — Миллса внутренних симметрий столкнулись с проблемой описания общих ковариантных преобразований и псевдоримановой метрики (тетрадного поля) в рамках такой калибровочной модели.
Чтобы решить эту проблему, было предложено представить тетрадное поле как калибровочное поле группы трансляций. При этом генераторы общих ковариантных преобразований рассматривались как генераторы калибровочной группы трансляций и тетрадное поле (поле кореперов) отождествлялось с трансляционной частью аффинной связности на пространственно-временном многообразии {\displaystyle X}. Любая такая связность является суммой {\displaystyle K=\Gamma +\Theta } общей линейной связности {\displaystyle \Gamma } на {\displaystyle X} и припаивающей формы {\displaystyle \Theta =\Theta _{\mu }^{a}dx^{\mu }\otimes \vartheta _{a}}, где {\displaystyle \vartheta _{a}=\vartheta _{a}^{\lambda }\partial _{\lambda }} — неголономный репер. 
Существуют различные физические интерпретации трансляционной части {\displaystyle \Theta } аффинной связности. В калибровочной теории дислокаций поле {\displaystyle \Theta } описывает дисторсию. В другой трактовке, если линейный репер {\displaystyle \vartheta _{a}} задан, разложение {\displaystyle \theta =\vartheta ^{a}\otimes \vartheta _{a}} дает основание ряду авторов рассматривать корепер {\displaystyle \vartheta ^{a}} именно как калибровочное поле трансляций.

## Общие ковариантные преобразования
Трудность построения калибровочной теории гравитации по аналогии с теорией Янга — Миллса вызвана тем, что калибровочные преобразования этих двух теорий принадлежат разным классам. В случае внутренних симметрий калибровочными преобразованиями являются вертикальные автоморфизмы главного расслоения {\displaystyle P\to X}, оставляющие неподвижной его базу {\displaystyle X}. В то же время теория гравитации строится на главном расслоении {\displaystyle FX} касательных реперов к {\displaystyle X}. Оно принадлежит категории натуральных расслоений {\displaystyle T\to X}, для которых диффеоморфизмы базы {\displaystyle X} канонически продолжаются до автоморфизмов {\displaystyle T}. Эти автоморфизмы называются общими ковариантными преобразованиями. Общих ковариантных преобразований достаточно, чтобы сформулировать и общую теорию относительности, и аффинно-метрическую теорию гравитации как калибровочную теорию.
В калибровочной теории на натуральных расслоениях калибровочными полями являются линейные связности на пространственно-временном многообразии {\displaystyle X}, определяемые как связности на главном реперном расслоении {\displaystyle FX}, а метрическое (тетрадное) поле играет роль хиггсовского поля, отвечающего за спонтанное нарушение общих ковариантных преобразований.

## Псевдориманова метрика и хиггсовские поля
Спонтанное нарушение симметрий является квантовым эффектом, когда вакуум не инвариантен относительно некоторой группы преобразований. В классической калибровочной теории спонтанное нарушение симметрий происходит, когда структурная группа {\displaystyle G} главного расслоения {\displaystyle P\to X} редуцирована к своей замкнутой подгруппе {\displaystyle H}, то есть существует главное подрасслоение расслоения {\displaystyle P} со структурной группой {\displaystyle H}. При этом имеет место взаимно однозначное соответствие между редуцированными подрасслоениями {\displaystyle P} со структурной группой {\displaystyle H} и глобальными сечениями фактор-расслоения {\displaystyle P/H\to X}. Эти сечения описывают классические хиггсовские поля.
Первоначально идея интерпретировать псевдориманову метрику как хиггсовское поле возникла при построении индуцированных представлений общей линейной группы {\displaystyle GL(4,\mathbb {R} )} по подгруппе Лоренца. Геометрический принцип эквивалентности, постулирующий существование системы отсчета, в которой сохраняются лоренцевские инварианты, предполагает редукцию структурной группы {\displaystyle GL(4,\mathbb {R} )} главного реперного расслоения {\displaystyle FX} к группе Лоренца. Тогда само определение псевдоримановой метрики на многообразии {\displaystyle X} как глобального сечения фактор-расслоения {\displaystyle FX/O(1,3)\to X} ведет к её физической интерпретации как хиггсовского поля.